# 藤山雅行
藤山 雅行（ふじやま まさゆき、1953年（昭和28年）4月30日 - ）は、日本の裁判官。兵庫県出身。

## 経歴
- 京都教育大学附属高等学校、京都大学卒業。
- 1976年（昭和51年）- 司法修習生
- 1978年（昭和53年）- 東京地方裁判所判事補
- 1981年（昭和56年）- 那覇地方・家庭裁判所判事補
- 1983年（昭和58年）- 東京地方裁判所判事補
- 1986年（昭和61年）- 最高裁判所事務総局民事局付
- 1988年（昭和63年）- 福岡地方裁判所判事
- 1991年（平成3年）- 最高裁判所事務総局行政局参事官
- 1993年（平成5年）- 最高裁判所事務総局行政局第二課長
- 1995年（平成7年）- 最高裁判所事務総局行政局第一課長兼第三課長
- 1997年（平成9年）- 東京高等裁判所判事
- 1999年（平成11年）- 東京地方裁判所判事部総括

（当初は行政訴訟専門の民事3部、後医療訴訟集中部である民事34部）
- 2007年（平成19年）- 東京高等裁判所判事
- 2010年（平成22年）- 千葉地方裁判所部総括判事
- 2011年（平成23年）- 横浜地方裁判所川崎支部長兼横浜家庭裁判所川崎支部長
- 2013年（平成25年）- 津地方裁判所長兼津家庭裁判所長
- 2014年（平成26年）- 名古屋家庭裁判所長
- 2015年（平成27年）- 名古屋高等裁判所部総括判事
- 2018年（平成30年）4月30日 - 定年退官

## 人物
以前所属した東京地方裁判所行政訴訟専門部（民事3部）では、行政（国）側に対する厳しい判決を連発したため、杜甫の漢詩「国破れて山河在り」になぞらえ、所属する民事3部の名称をもじって「国敗れて3部あり」などといわれていた。
日本における行政訴訟は行政側に有利であることが多いという批判があったため、行政側に厳しい判決を多く出す珍しい裁判官として注目を集めていた。
そのため、一部の市民団体は、藤山裁判長に当たるまで、勝訴し易い民事3部に事件が配点されるまで訴えの提起と取下げを繰り返すという訴訟戦術をとっていた（倫理上はともかく、法律上は問題がない）。
ただし、行政側の控訴による控訴審・上告審ではほとんどの判決が破棄されている。

## 判決集

### アフガニスタン難民訴訟
2001年（平成13年）11月6日、東京入国管理局に収容されていたアフガニスタン難民5人の収容執行停止を認める。「難民である蓋然（がいぜん）性が高いことを考慮せずに収容したのは違法」「国際秩序に反し、公共の福祉を侵害する」 法務省は東京高等裁判所に即時抗告。
この判決の前日に同様の判決が東京地裁民事第二部（市村陽典裁判長）で下されたがこちらのアフガン難民4人に対しては収容令書執行停止申立を却下し、収容を継続する決定を行っている。
2001年（平成13年）11月26日に森山眞弓法務大臣は前者後者合わせて9名に対して、難民不認定処分を決定し、2001年（平成13年）12月18日に東京高等裁判所民事第九部（雛形要松裁判長）が、5人に対する再収容の判決を下す。「5名の入国目的は日本での事業や就労と推認される」 その後年内に入国者収容所（東日本入国管理センター）へ収容され、本国へ送還された。

### 韓国人不法滞在者強制退去処分取消し訴訟
2003年（平成15年）10月17日、群馬県前橋市に住む韓国人夫婦と子供が、東京入国管理局の強制退去処分を不服として処分取消しを求めた訴訟で、請求を認めた。「善良な市民として生活基盤を築いていることを有利に判断しなかったのは裁量権の逸脱、乱用にあたり違法」とした
。

### 圏央道土地収用訴訟
2004年（平成16年）4月22日、首都圏中央連絡自動車道（圏央道）「あきる野インターチェンジ」建設反対の地権者達が、建設大臣の事業認定と、土地収用を決めた東京都収用委員会の採決の取り消しを求めていた裁判で、東京地裁（一審）の藤山裁判官は十分に調査・検討をしなかった国の姿勢を批判して、『計画過程に誤りがあり認定は不法』との判断を示し、原告（地権者）の請求を認める判決を下した。
国直轄の公共事業の取り消しは異例のことであり、被告である東京都知事の石原慎太郎は「野球の打撃率は5割超すと大変なものだが、あの人の高裁での逆転率はもっとすごいんでしょ。裁判全体に対する信用というか権威の問題になってくると思う」とのようにコメントした。
その後、被告である国（建設大臣）・東京都が共に控訴し、原告の敗訴が確定する。
あきる野インターチェンジは関越自動車道側の日の出インターチェンジとの間で2005年（平成17年）3月21日に開通、逆側の中央道との間の区間も2007年（平成17年）6月23日に開通し、関越道と中央自動車道の間が全通している。

### 小田急高架化訴訟
2001年（平成13年）10月3日、小田急小田原線連続立体交差化・複々線化事業に反対する住民達が、建設大臣（当時）による都市計画事業認可の取り消しを求めていた裁判で、東京地裁（一審）の藤山裁判官は、事業地の周辺に居住する住民の原告適格を広く認め、事業認可の取り消しを命ずる判決を下した。
その後、この裁判は2006年（平成18年）11月2日の最高裁判決により原告の敗訴（棄却、一部原告は却下）が確定している。
なお、原告が居住・通勤などしていた梅ヶ丘駅付近はすでに高架複々線化が完成している。

### 国保軽井沢病院医療事故訴訟
2003年（平成15年）10月、長野県軽井沢町が運営する国保軽井沢病院で、女性が帝王切開で男児を出産後、出血性ショックで死亡する医療事故が発生した。女性の遺族は、これを手術ミスだとして、軽井沢町と産婦人科担当医を相手に約1億8180万円の賠償を求めた。
この訴訟の判決（2006年（平成18年）7月26日）で藤山裁判長は、この事故を「腹部からの出血を疑う症状があったのに、診察をしなかった」として医療ミスとし、同町などに計約7250万円の支払いを命じた。
通常、医療事故は交通事故と同様の「人身事故」に位置付けられ、慰謝料も同様の観点で算出されることが多い。しかし藤山裁判長は「患者は医師を信頼して身を委ねたのに、それを裏切られたのだから、精神的苦痛による慰謝料増額分が発生しうる」と指摘した。本裁判においても、交通事故のケースから約300万円の上乗せを認めている。

### ひき逃げブラジル人強制退去処分取消し訴訟
2016年（平成28年）12月、無免許でひき逃げ事故を2013年に起こし逮捕された三重県に住むブラジル国籍の男性に強制退去を命じた国の処分を取り消すよう求めた訴訟の控訴審判決で、「処分は社会通念に照らして妥当性を欠き、裁量権逸脱で違法」と認定し処分を取り消した。ひき逃げ事故を起こし、警察への出頭をためらっている間に在留期間が過ぎたとし「意図的に不法残留したわけではなかった」などと判決の中で指摘した。